# IKZF5
IKZF5 (англ. IKAROS family zinc finger 5) – білок, який кодується однойменним геном, розташованим у людей на 10-й хромосомі. Довжина поліпептидного ланцюга білка становить 419 амінокислот, а молекулярна маса — 46 510.
| 10         |  | 20         |  | 30         |  | 40         |  | 50         |
| ---------- |  | ---------- |  | ---------- |  | ---------- |  | ---------- |
| MGEKKPEPLD |  | FVKDFQEYLT |  | QQTHHVNMIS |  | GSVSGDKEAE |  | ALQGAGTDGD |
| QNGLDHPSVE |  | VSLDENSGML |  | VDGFERTFDG |  | KLKCRYCNYA |  | SKGTARLIEH |
| IRIHTGEKPH |  | RCHLCPFASA |  | YERHLEAHMR |  | SHTGEKPYKC |  | ELCSFRCSDR |
| SNLSHHRRRK |  | HKMVPIKGTR |  | SSLSSKKMWG |  | VLQKKTSNLG |  | YSRRALINLS |
| PPSMVVQKPD |  | YLNDFTHEIP |  | NIQTDSYESM |  | AKTTPTGGLP |  | RDPQELMVDN |
| PLNQLSTLAG |  | QLSSLPPENQ |  | NPASPDVVPC |  | PDEKPFMIQQ |  | PSTQAVVSAV |
| SASIPQSSSP |  | TSPEPRPSHS |  | QRNYSPVAGP |  | SSEPSAHTST |  | PSIGNSQPST |
| PAPALPVQDP |  | QLLHHCQHCD |  | MYFADNILYT |  | IHMGCHGYEN |  | PFQCNICGCK |
| CKNKYDFACH |  | FARGQHNQH  |  |            |  |            |  |            |

A: Аланін

C: Цистеїн

D: Аспарагінова кислота

E: Глутамінова кислота

F: Фенілаланін

G: Гліцин

H: Гістидин

I: Ізолейцин

K: Лізин

L: Лейцин

M: Метіонін

N: Аспарагін

P: Пролін

Q: Глутамін

R: Аргінін

S: Серин

T: Треонін

V: Валін

W: Триптофан

Кодований геном білок за функцією належить до репресорів. 
Задіяний у таких біологічних процесах, як транскрипція, регуляція транскрипції. 
Білок має сайт для зв'язування з іонами металів, іоном цинку, ДНК. 
Локалізований у ядрі.